# Roller Club Biasca
Il Roller Club Biasca è una squadra di hockey su pista avente sede a Biasca nel Canton Ticino.
La squadra disputa le proprie gare interne presso il Palaroller a Biasca.

## Storia
È l'unico club della specialità attivo nella Svizzera italiana. È stato costituito nel settembre 1985 e da allora è iscritto alla Federazione Svizzera di hockey su rotelle (FSRH).
Il club si compone di tre formazioni, iscritte ai rispettivi campionati nazionali di categoria, e di una scuola hockey per l'avviamento al pattinaggio e alla pratica dell'hockey.
La formazione principale è iscritta al campionato di Lega Nazionale A, mentre le formazioni giovanili sono impegnate nei relativi campionati nazionali.
Rappresenta il Canton Ticino nelle competizioni a livello nazionale e, grazie ai suoi esponenti di spicco selezionati nelle varie rappresentative del paese, pure a livello internazionale.
Ha conquistato il titolo di Campione svizzero di Divisione Nazionale B nel 1990 e nel 1992.
Ha ricevuto nel 1989 e nel 1992 il riconoscimento al merito sportivo del Comune di Biasca e nel 1993 quello dell'Associazione giornalisti sportivi del Canton Ticino.
Dal 1997 si è insediato nel suo nuovo palazzetto polifunzionale per l'hockey su pista, denominato Palaroller.

## Cronistoria
| Cronistoria del Roller Club Biasca |
| --- |
| - 1985 · Settembre: fondazione del Roller Club Biasca. - 1986 · Attività amatoriale - 1987 · In Prima Lega - 1988 · In Prima Lega · Promosso in Lega Nazionale B - 1989 · 3º in Lega Nazionale B - 1990 · 2º in Lega Nazionale B - 1991 · 1º in Lega Nazionale B - 1992 · 1º in Lega Nazionale B · Promosso in Lega Nazionale A. - 1993 · 7º in Lega Nazionale A - 1994 · 7º in Lega Nazionale A - 1995 · 5º in Lega Nazionale A - 1996 · 6º in Lega Nazionale A - 1997 · 8º in Lega Nazionale A - 1998 · 8º in Lega Nazionale A - 1999 · In Lega Nazionale A - 2000 · In Lega Nazionale A - 2000-01 · In Lega Nazionale A - 2001-02 · 7º in Lega Nazionale A - 2002-03 · In Lega Nazionale A - 2003-04 · In Lega Nazionale A - 2004-05 · In Lega Nazionale A - 2005-06 · In Lega Nazionale A Finalista in Coppa di Svizzera - 2006-07 · In Lega Nazionale A - 2007-08 · In Lega Nazionale A - 2008-09 · 5º in Lega Nazionale A - 2009-10 · 7º in Lega Nazionale A Eliminato al primo turno della Coppa CERS - 2010-11 · 5º in Lega Nazionale A - 2011-12 · 6º in Lega Nazionale A Eliminato agli ottavi di finale della Coppa CERS - 2012-13 · 5º in Lega Nazionale A Eliminato al primo turno della Coppa CERS - 2013-14 · 7º in Lega Nazionale A Eliminato al primo turno della Coppa CERS - 2014-15 · 6º in Lega Nazionale A Eliminato in semifinale della Coppa di Svizzera Eliminato al primo turno della Coppa CERS - 2015-16 · 7º in Lega Nazionale A - 2016-17 · 8º in Lega Nazionale A Eliminato ai quarti di finale della Coppa di Svizzera Eliminato al primo turno della Coppa CERS - 2017-18 · In Lega Nazionale A Eliminato ai quarti di finale della Coppa di Svizzera |

## Palmarès

### Competizioni nazionali
- Campionato svizzero: 1
  - 2018-2019

## Statistiche e record

### Partecipazione ai campionati
| Livello | Categoria        | Partecipazioni | Debutto | Ultima stagione | Totale |
| ------- | ---------------- | -------------- | ------- | --------------- | ------ |
| 1º      | Lega Nazionale A | 26             | 1993    | 2017-2018       | 26     |
| 2º      | Lega Nazionale B | 4              | 1989    | 1992            | 4      |
| 3º      | Prima Lega       | 2              | 1987    | 1988            | 2      |

### Partecipazione alle coppe europee
| Competizione | Partecipazioni | Debutto   | Ultima stagione | Miglior risultato              |
| ------------ | -------------- | --------- | --------------- | ------------------------------ |
| Coppa CERS   | 6              | 2009-2010 | 2016-2017       | Ottavi di finale nel 2011-2012 |

## Organico

### Rosa 2017-2018
Rosa aggiornata al 15 marzo 2018.
| N° | Naz.                  | Ruolo | Sportivo           |  |  |  |
| -- | --------------------- | ----- | ------------------ |  |  |  |
| 15 | Portogallo (bandiera) | P     | Ricardo Figuereido |  |  |  |
| 18 | Svizzera (bandiera)   | P     | Tiziano Tatti      |  |  |  |
| 2  | Svizzera (bandiera)   | E     | Pietro Giger       |  |  |  |
| 3  | Svizzera (bandiera)   | E     | Ivan Ruggiero      |  |  |  |
| 8  | Italia (bandiera)     | E     | Alberto Orlandi    |  |  |  |
| 9  | Svizzera (bandiera)   | E     | Timoty Devittori   |  |  |  |
| 22 | Italia (bandiera)     | E     | Giacomo Scanavin   |  |  |  |
| 73 | Svizzera (bandiera)   | E     | Camillo Boll       |  |  |  |
| 83 | Svizzera (bandiera)   | E     | Gregorio Boll      |  |  |  |